# Filmportal.de
filmportal.de ist eine Internet-Filmdatenbank zum deutschen Film mit umfangreichen Angaben zu Filmen und Filmschaffenden sowie thematischen Artikeln. Die Website ging im Zusammenhang mit der Berlinale am 11. Februar 2005 online. 2011/2012 wurde filmportal.de technisch erneuert und erweitert.

## Inhalte
Das Archiv bietet Informationen zu mehr als 150.000 deutschen Kino- und Fernsehfilmen von 1895 bis heute und zu rund 250.000 Filmschaffenden des deutschen Films (Stand: März 2023). Ein Teil der Filme wird ausführlich mit Inhaltsangaben, Fotos oder Plakaten vorgestellt; zu einem Teil der Filmschaffenden gibt es Biographien.
Ergänzt werden diese lexikalischen Angebote durch aktuelle Trailer und Filmausschnitte von deutschen Filmklassikern.
In der Rubrik „Videos“  kann man über 5.200 (Stand: März 2023) vollständige Filme, darunter Kurzfilme kostenfrei anschauen. Außerdem vernetzen Themenbereiche die Informationen mit Überblicksartikeln und Hintergrunddarstellungen, etwa zur Geschichte des Films in der Weimarer Republik, im Nationalsozialismus und in der DDR, aber auch zu spezielleren Themen wie etwa der Geschichte des Farbverfahrens Agfacolor oder der Produktionsfirma CCC-Filmkunst.
Die personenbezogenen Daten sind mit der Deutschen Biographie verknüpft.

## Träger des Projekts
filmportal.de wurde vom Deutschen Filminstitut – DIF (Frankfurt am Main) in Zusammenarbeit mit CineGraph – Hamburgisches Centrum für Filmforschung e. V. aufgebaut und wird von den anderen Mitgliedern des deutschen Kinematheksverbunds und den Verbänden der Filmwirtschaft unterstützt. Das Portal kooperiert mit der Association des Cinémathèques Européennes (ACE), Arte, der DEFA-Stiftung, den Goethe-Instituten, German Films, der Deutschen Filmakademie und der Berlinale.